# Laia Sorribes
Laia Sorribes (21 de diciembre de 1999) es una deportista española que compite en piragüismo en la modalidad de eslalon.
Ganó una medalla de plata en el Campeonato Mundial de Piragüismo en Eslalon de 2023 y una medalla de plata en el Campeonato Europeo de Piragüismo en Eslalon de 2025, ambas en la prueba de K1 por equipos.

## Palmarés internacional
| Campeonato Mundial | Campeonato Mundial         | Campeonato Mundial | Campeonato Mundial |
| Año                | Lugar                      | Medalla            | Competición        |
| ------------------ | -------------------------- | ------------------ | ------------------ |
| 2023               | Londres (Reino Unido)      | Medalla de plata   | K1 por equipos     |
| Campeonato Europeo |                            |                    |                    |
| Año                | Lugar                      | Medalla            | Competición        |
| 2025               | Vaires-sur-Marne (Francia) | Medalla de plata   | K1 por equipos     |